# 26. maj
26. maj er dag 146 i året i den gregorianske kalender (dag 147 i skudår). Der er 219 dage tilbage af året.
Dagens navn er Beda.

### Begivenheder
Født - Dødsfald
- 1676 - Peder Schumacher Griffenfeld fradømmes ære, liv og gods for bestikkelse, salg af embeder og højforræderi.
- 1798 - England indfører indkomstskat på indkomster over 200 pund.
- 1805 - Napoleon Bonaparte krones til konge af Italien. Det sker i domkirken i Milano.
- 1865 - Den amerikanske borgerkrig ender, idet de sidste sydstatstropper under general Edmund Kirby Smith overgiver sig i Texas.
- 1892 - På Kongens Nytorv tændes den nye elektriske belysning for første gang; det sker på kongeparrets guldbryllupsdag.
- 1896 - Nikolaj 2. Aleksandrovitj krones til zar af Rusland under navnet Nikolaj 2.
- 1923 - Det første 24-timers-racerløb i Le Mans sættes i gang (afsluttes 27. maj).
- 1924 - USA begrænser immigrationen og udelukker blandt andet alle japanere.
- 1940 - Evakuering af allierede tropper fra Dunkirk indledes.
- 1942 - Den tyske værnemagt indleder sin offensiv mod Stalingrad og Kaukasus.
- 1950 - Rationering af benzin i Storbritannien afsluttes.
- 1957 - Trekantsregeringen bestående af Socialdemokratiet, Radikale Venstre og Retsforbundet dannes med H.C. Hansen som statsminister.
- 1963 - 31 afrikanske lande opretter OAS, Organisationen for afrikansk enhed.
- 1964 - Den svenske spion Stig Wennerström erkender at have givet Sovjet en fuldstændig plan over NATOs atomstyrke.
- 1966 - Guyana opnår selvstændighed fra Storbritannien.
- 1970 - Carlsberg og Tuborg fusionerer.
- 1973 - Den russiske komponist Dmitrij Sjostakovitj modtager Léonie Sonnings Musikpris.
- 1975 - Som den første vestlige monark indleder dronning Margrethe, ledsaget af prins Henrik, et statsbesøg i Sovjetunionen.
- 1978 - Sporvejsmuseet Skjoldenæsholm indvies.
- 1978   - Valgretsalderen i Danmark nedsættes til 18 år.
- 1986 - På sin 18 års fødselsdag optages kronprins Frederik som stedfortrædende regent i Statsrådet og hyldes af folket under en køretur gennem København.
- 1987 - Folketinget vedtager loven om anlæggelse af en fast forbindelse over Storebælt.
- 1991 - De sidste cubanske tropper forlader Angola.
- 1992 - Efter opløsning af Sovjetunionen beslutter Rusland og Ukraine at dele sortehavsflåden.
- 1995 - De bosniske serbere tager 370 FN-soldater som gidsler.
- 1999 - Manchester United vinder Champions League i en dramatisk finale over FC Bayern München.
- 2005 - FC København vinder den første Royal League ved at besejre IFK Göteborg med en finalesejr på 13-12 efter straffespark (1-1 efter ordinær kamp).
- 2006 - DSB afholder for første gang DSB døgnet, hvor man kan rejse Danmark tyndt for en flad halvtredser. Flere end 60.000 krydser Storebælt.
- 2006   - Et jordskælv på Java medfører over 5.700 dræbte og mere end 200.000 hjemløse.

### Født
- 1650 - John Churchill, britisk general og statsmand (død 1722).
- 1689 - Mary Wortley Montague, engelsk forfatter (død 1762).
- 1810 - Christen Købke, dansk maler (død 1848).
- 1826 - Richard Christopher Carrington, engelsk astronom (død 1875).
- 1842 - Johannes Hage, dansk politiker, godsejer, teglværksejer og museumsstifter (død 1923).
- 1859 - A.E. Houseman, engelsk digter (død 1936).
- 1886 - Al Jolson, amerikansk sanger (død 1950).
- 1893 - Vilhelm Lundstrøm, dansk maler (død 1950).
- 1904 - George Formby, engelsk sanger og komiker (død 1961).
- 1907 - John Wayne, amerikansk skuespiller (død 1979).
- 1908 - Eugen Kapp, estisk komponist (død 1996).
- 1908 - Nguyen Ngoc Tho, vietnamesisk premierminister (død 1976).
- 1909 - Matt Busby, skotsk fodboldspiller og -træner (død 1994).
- 1913 - Peter Cushing, engelsk skuespiller (død 1994).
- 1920 - Peggy Lee, amerikansk sanger (død 2002).
- 1923 - Mogens Landsvig, dansk journalist og programredaktør (død 2015).
- 1923   - James Arness, amerikansk skuespiller (død 2011).
- 1923   - Roy Dotrice, engelsk skuespiller (død 2017).
- 1926 - Miles Davis, amerikansk jazzmusiker (død 1991).
- 1926   - Henning Rasmussen, dansk økonom, folketingsmedlem, borgmester og minister (død 1997).
- 1931 - Mogens Pedersen, dansk sceneinstruktør og skuespiller (død 2022).
- 1940 - Levon Helm, amerikansk trommeslager i The Band (død 2012).
- 1948 - Stevie Nicks, amerikansk sangerinde.
- 1949 - Ward Cunningham, amerikansk programmør og opfinder af wiki-begrebet.
- 1950 - Michael Hove, dansk jazzmusiker.
- 1952 - Susanne Breuning, dansk skuespillerinde.
- 1954 - Alan Hollinghurst, engelsk forfatter.
- 1959 - Ole Bornedal, dansk teaterdirektør, instruktør og manuskriptforfatter.
- 1964 - Lenny Kravitz, amerikansk guitarist og sanger.
- 1964   - David Lando, dansk økonomiprofessor.
- 1966 - Helena Bonham Carter, engelsk skuespillerinde.
- 1968 - Frederik, Hans Majestæt Kong Frederik 10. af Danmark, Greve af Monpezat.
- 1971 - Ivan O. Godfroid, belgisk forfatter.
- 1971 - Matt Stone, amerikansk tegnefilmsproducent og skaber af serien South Park.
- 1973 - Jacob Jensen, dansk folketingsmedlem.
- 1977 - Luca Toni, italiensk fodboldspiller.
- 1997 - Frederik Hussak, dansk fodboldspiller Manchester United

### Dødsfald
- 1914 - Jacob A. Riis, dansk-amerikansk journalist og fotograf (født 1849).
- 1944 - Svend Paludan-Müller, dansk officer og modstandsmand (født 1885) - dræbt under arrestationsforsøg.
- 1946 - Petrine Sonne, dansk skuespiller (født 1870).
- 1955 - Alberto Ascari, italiensk racerkører (født 1918).
- 1957 - Peter Boas Bang, dansk ingeniør og fabrikant. (født 1900).
- 1958 - Ruth Smith, færøsk maler (født 1913).
- 1976 - Martin Heidegger, tysk filosof (født 1889).
- 2001 - Dea Trier Mørch, dansk forfatter, grafiker og billedkunstner (født 1941).
- 2008 - Sydney Pollack, amerikansk filminstruktør (født 1934).
- 2012 - Arthur Decabooter, belgisk professionel cykelrytter (født 1936).
- 2013 - Jack Vance, amerikansk fantasy og science fiction-forfatter (født 1916).
- 2017 - Zbigniew Brzezinski, polskfødt, amerikansk politolog og diplomat (født 1928).
- 2019 - Prem Tinsulanonda, thailandsk politiker (født 1920).

|  | Denne datoartikel kan blive bedre, hvis der indsættes et (bedre) billede Du kan hjælpe ved at afsøge Wikimedia Commons for et passende billede eller uploade et godt billede til Wikimedia Commons iht. de tilladte licenser og indsætte det i artiklen. |